# Álvaro da Silveira e Albuquerque
D. Álvaro da Silveira e Albuquerque (ca. 1660 – 9 de novembro de 1716), foi um administrador colonial português.

## Biografia
Natural de Lisboa, nas habilitações à Ordem Militar de Cristo em 10 de janeiro de 1682 declarou chamar-se Álvaro da Silveira de Albuquerque, filho de D. António da Silveira de Albuquerque, natural de Goa, e de sua mulher D. Catarina de Lima, natural de Lisboa; neto paterno de D. Jerônimo da Silveira, natural de Lisboa, e de sua mulher D. Brites de Albuquerque, natural de Goa; e neto materno de Álvaro Pires de Távora e de sua mulher D. Maria de Lima, naturais de Lisboa.
Tomou posse em 15 de julho de 1702 como governador das capitanias reunidas do Rio de Janeiro, São Paulo e Minas Gerais. Nomeado por carta patente de 5 de abril de 1702, terminou seu governo em 31 de julho de 1705. Varnhagen diz que terminou em 7 de abril de 1704, retirando-se para o reino por motivo de saúde.
Governadores e ouvidores distribuíam licenças pelo "critério das simpatias"; o governador fazia negócios com reinóis e baianos nas terras de mineração - Gaspar Ribeiro teve lucros ao vender ao clérigo Manoel de Almeida uma colchinha por 80 oitavas que Antônio da Silva solicitamente entrega a este governador, seu dono; como antes lhe vendera três negros ao capitão Sebastião Pereira e Aguilar, baiano, por 660 oitavas… E ainda três barris, dois deles de aguardente, vendidos a Fernão Martins, do arraial em que vivia Garcia Rodrigues Pais, por 80 oitavas cada.
Comenta o historiador Diogo de Vasconcelos: «Enquanto o governador cuidava dos seus interesses e associava sua fazenda a baianos e reinóis, paulistas desassombrados trilhavam as estradas poentas, varando matagais e estacam com as minas mais ricas. Alvorece em Minas um periodo brilhante: encher-se-ia de novo o erário real. Proibições esquecidas, abriram-se os caminhos das Minas. Nada valeram aos Paulistas sacrifícios, despreendimentos, lealdades: esperaram quatro anos resposta às cartas rogatórias, singelos documentos que espelhavam a pureza de seu coração: só havia silêncio na corte. Tudo os invasores alcançaram. Acercaram-se do Rei. Requestaram facilmente a amizade dificil dos capitães-mores. Tudo obtiveram. E vindos sem o propósito de se fixarem, permaneceram, colonizaram. Mas no ânimo dos paulistas a natureza grandiosa exercera influência, tornando-os vigorosos, cheios de independência moral e tenacidade heróica. Dos índios, guardaram a indisciplina. Rudes e vigorosos, sobremaneira autoritários, cheios de coragem a bravura que lhes deram resistência a toda prova».
D. Álvaro foi tomando suas providências, segundo diretrizes da corte. Em 30 de agosto de 1702, D. Pedro II lhe escreveu sobre o enorme número de gente nas Minas. Outra preocupação da corte era a partida dos escravos negros para as minas e também o problema da defesa da vastíssima costa, temendo piratas e navios inimigos no momento em que soldados e marinheiros abandonavam postos e escapavam para as minas.
Em 7 de setembro, escreveu ele ao rei, informando que o «Caminho Novo de Garcia Rodrigues Pais só era praticável» por gente que ia a pé e carregada com suas cargas, mas não a que for a cavalo, porque não é para isso. O mesmo Garcia Rodrigues reconhecia que «o atalho não estava ainda feito», somente acabara o trecho do Rio de Janeiro às margens do rio Paraíba, ali estabelecera importantes plantações. Seria preciso em 1705 pedir ajuda ao cunhado, o coronel Domingos Rodrigues da Fonseca Leme.
Mais tarde, D. Álvaro informa o rei de que sem demora dirigira ofício ao mestre-de-campo Domingos da Silva Bueno, administrador e provedor das minas da repartição do nascente do Rio das Velhas, ou seja Ouro Preto e Ribeirão do Carmo: «Bem presente é a Vossa Mercê o aperto com que Sua Majestade, a quem Deus guarde, manda proibir não se comunique as Capitanias da Bahia e Pernambuco com as Minas pelos sertões, recomendando-me a mim a prontíssima execução da real ordem de 7 de fevereiro, e que ordene ao administrador e provedor das minas examine se nelas entram alguma coisa das ditas capitanias. Como o mestre-de-campo Domingos da Silva Bueno, segundo conta Silva Pontes, não podia desempenhar a delegação civil e criminal sem subalternos constituidos nos diversos distritos povoados, o governo do pais viu-se reduzido a governanças patriarcais: recorrendo os moradores nas suas dependências nas suas desavenças aos seus poderosos, e dando estes as decisões, segundo ditava o amor ou ódio que professavam às partes litigantes. A conseqüência imediata da anarquia foi o dividir-se mais facilmente a sociedade em dois partidos, um reinol e outro paulista. O orgulho e a ambição presidindo as pretensões dos primeiros, a consciência dos serviços prestados e a pertinácia nas opiniões animando o segundo, mas entre estes se lamenta a ferocidade da plebe de bastardos e carijós. Dos anos 1701 a 1705 as minas se encheram também de mascates, gente como José de Góis, Pascoal da Silva, Manuel Nunes e outros, que muito enriqueceram. Tudo explodirá a seguir na Guerra dos Emboabas!
D. Álvaro ordena também ao capitão-mor de São Vicente que não consentisse desembarcarem em Santos novatos intencionados a passarem às minas, «que deviam dali mesmo ser deportados para a Nova Colônia do Sacramento. Em consequência de suas outras preocupações, D. Álvaro escreveria ainda a D. Rodrigo da Costa, que tomara posse do governo geral do Estado do Brasil, a respeito do caminho do Espírito Santo, picada que tinha sido aberta pelos índios do vale do rio Piracicaba e seria o único caminho sem vigilância.
Em 31 de janeiro de 1703 D. Pedro II voltou a escrever a D. Álvaro: «Porquanto a experiência tem mostrado que o governo dessa capitania com assistência nas Minas tem faltado necessariamente ao que se deve fazer nessa cidade da qual não se deve apartar sem ocasião que importe mais a meu serviço, me pareceu ordenar-vos não vades às ditas Minas sem especial ordem minha, assim vós como os mais governadores que vos sucederem salvo por um acidente tal que não possais esperar e que se vos levaria em culpa se a êle com prontidão não acudísseis; e para que seja esta presente a todos os governadores que vos sucederem, a mandareis registrar», etc.

## Prenúncio daGuerra dos Emboabas
A verdade é que começavam a chegar a Lisboa pelas frotas centenas de arrobas de ouro e a corte hesitava, temia pela segurança da colônia, e tentava medidas novas. Por uma Carta Régia de 5 de março de 1703 foi amainado o rigor de medidas anteriores, pela qual o Rei permitia que pudessem entrar nas Minas os que pedissem e obtivessem licença do Governador. A necessidade de controle geral da colônia, já que a abundância e a qualidade das Minas era ainda absolutamente incertas. Não pela ação dos paulistas, embora sua ação coletiva - e sua visão de minas extrapola o que seja uma Mina de aluvião, veio ou grota, abrangendo toda uma região mineradora, ou seja os «inventores» das Minas seriam os paulistas, tomados coletivamente e não cada um deles. Uma consciência na metrópole de que seriam os mais capazes para realizar as façanhas dos desbravamentos dos sertões e descobertas das Minas… A ética do paulista, homem aventureiro, atribuía qualidade àquilo que lhe vinha de uma “concepção espaçosa do mundo”, segundo Sérgio Buarque de Holanda. Já era senhor de além da serra do Mar onde não plantava de acordo com o que então constituía a base da ec colonial (propriedade extensiva, monocultura, grande número de escravos e subordinada aos interesses externos). A não-subordinação econômica lhe propiciava uma não-subordinação política e formou o que muitos historiadores chamaram de índole dos paulistas.
Deve-se ler, por exemplo, Taunay (1948) citado por Eliane Teixeira Lopes, em seu livro «Colonizador/Colonizado», página 45: ”A educação recebida nas bandeiras de caça dos índios, agora convertidas em bandeiras de caçada de minas, não era de certo feita a propósito para dulcificar o temperamento agreste dessas populações acostumadas à vida errante do sertão, nem para as levar a reconhecer a legitimidade de um governo até agora ausente e só manifesto agora que, no leito dos rios e na quebra das serras, elas tenham encontrado o cascalho aurífero e diamantino.»
A coroa necessitava de metais preciosos e para tê-los necessitava dos paulistas - a tática de exclusão e utilização de grupos sociais em vistas do seu próprio interesse foi largamente empregada pelo colonizador. Esgotado o ouro à flor da terra, fraquearam-se os caminhos, e portugueses, baianos, pernambucanos «acima dos paulistas, gozavam da vantagem de ser conhecidos e amparados pelos compatriotas opulentos das praças marítimas, que lhes forneciam a crédito instrumentos e escravos africanos, obreiros estes únicos, que podiam suportar as fadigas medonhas de tal indústria desumana e cruel como foi das minas.» Isso diz Diogo de Vasconcelos, citado por Eliane Teixeira Lopes em «Colonizador/Colonizado» página 45. Nesse momento os reinóis e os baianos, todos os estrangeiros, se tornam emboabas e a luta muda de armas, já não são mais papéis e o cenário é o proprio local da terra e os direitos conquistados.

## O deslumbramento da Corte
Em 14 de março de 1703 o embaixador francês em Lisboa, Rouillé, escreveu a seu rei carta sobre a chegada em fevereiro de 80 navios mercantes (com um de Goa) da frota do Brasil, com 40 mil caixas de açúcar, 30 mil rolos de tabaco, 20 mil couros e ouro em barras e pó do Rio de Janeiro, ouro estimado em 4 milhões de libras: «Esta frota vem mais rica como não tem sido há algum tempo, em açúcar, em tabaco e em couros. As mercadorias serão entretanto bastante caras, porque o grande número de pessoas que vão à procura do ouro faz com que restem menos para trabalhar no cultivo das terras e o preço dos negros se tem tornado excessivo. Junte-se a isto que os mestres de navios, vendo que havia mais mercadorias a carregar do que se podia embarcar, aproveitaram da ocasião para aumentar o frete consideravelmente. O ouro vindo do Rio de Janeiro, de que se tem conhecimento, ascende a cerca de 200 arrobas, cada arroba pesando 32 libras mas é de se acreditar que não se sabe tudo; esconde-se sempre uma parte para evitar o pagamento do quinto devido ao Rei de Portugal.»

## As demais providências
Outro problema que D. Álvaro tentou resolver foi o da mão-de-obra, e isso no Brasil do início do século XVIII significava escravos. Escreveu ele em carta de 11 de maio de 1703 ao Rei porque desde 1669 a câmara do Rio requeria que todos os anos viessem três navios de Angola com escravos. Antes de 1703, quando apareceram as Minas, Lisboa interveio, limitando a 200 o número de negros entrados de Angola, que podiam sair cada ano para São Paulo e as Minas. Na carta, o governador protesta que acha excessiva a limitação. Não bastava o total dos carregamentos que ordinariamente vinham para satisfazer as necessidades dos paulistas nas minas e lavoura, como haviam pois de remediar-se limitando-se a quantidade? E invoca a liberdade de comércio: «Não é justo que, sendo-lhes necessários negros e tendo com que os pagar, lhe impeçam o comprá-los.» E eram os negros que transportavam os gêneros do Rio para as Minas: ora, faltando condução, cessava o comércio. Propôs doutro modo a partilha: que ficasse na Capitania a quinta parte dos escravos que de futuro viessem, e dos restantes os donos dispusessem à vontade.» (citado por J. L. de Azevedo). Por cada escravo exportado para as Minas, pagava-se à saida o direito de 3$500 rs até 1721, 4$500 a partir de então. E é esse rendimento do imposto que facultará aos historiadores conhecer o número dos escravos.
Em 5 de maio de 1704 D. Álvaro escreveu ao Governador da Bahia:
«Eu cada dia me acho mais só, assim de soldados como de moradores, porque o excesso com que fogem para as Minas nos dá a entender que brevemente ficaremos sem ninguém. Também suponho que Vossa Senhoria assim o experimente, porque das Minas me escreve o cônego Gaspar Ribeiro que é tanto o excesso de gente que entra pelo sertão da Bahia que brevemente entende se despovoará essa terra.»
Em 24 de setembro o rei, querendo vibrar golpe decisivo, mandou que «sejam encarcerados os forasteiros que se encontrassem nas minas e deportados os militares que sem licença por lá andassem». E em 27 enviou Carta Régia ao governador da praça de Santos em que proibia a ida de qualquer pessoa às Minas sem licença sob pena de prisão, e aos soldados pena de degredo para Angola.